# Podwójne życie Angeliki
Podwójne życie Angeliki (hiszp. Dos hogares) – meksykańska telenowela z 2011 roku.
W rolach głównych wystąpili Anahí i Carlos Ponce. W roli antagonistów Alfredo Adame i Olivia Collins.

## Obsada
- Anahí Puente - Angélica Estrada Mejía
- Carlos Ponce - Santiago Ballesteros Ortiz
- Sergio Goyri - Ricardo Valtierra Correa
- Olivia Collins - Patricia Ortiz Monasterio Vda. de Ballesteros
- Alfredo Adame - Armando Garza Zamudio
- Jorge Ortiz de Pinedo - Don Cristóbal Lagos / Chris Lakes
- Laura León - Doña Refugio Urbina de Lagos
- Joana Benedek - Yolanda Rivapalacio
- Claudia Álvarez - Adela Arizmendi
- Lorena Velázquez - Doña Carmela Correa de Valtierra
- Rogelio Guerra - Don Rodrigo Valtierra
- Víctor Noriega - Darío Colmenares
- Malillany Marín - Jennifer Garza Larrazábal
- Marisol Santacruz - Mara Acevedo Sandoval
- Maya Mishalska - Pamela Ramos
- Carlos Bonavides - Eleazar Pérez
- Miguel Palmer - Hernán Colmenares
- Silvia Manríquez - Amparo Mejía Vda. de Estrada
- Lalo "El Mimo" - Gaspar Rincón
- Maribel Fernández - Enriqueta "Queta" Sánchez
- Abraham Ramos - Claudio Ballesteros Ortiz Monasterio
- Gabriela Carrillo - Cristina Lagos Urbina de Ballesteros
- Jose Carlos Femat - Jorge Estrada Mejía
- Pablo Magallanes - Oscar Lagos Urbina
- Erika García - Flor López
- Marcus Ornelas - Javier Ortega
- Ana Bekoa - Dayana Díaz
- Arturo Vázquez - Julián Martínez
- Gabriela Goldsmith - Verónica Larrázabal de Garza
- Mauricio García Muela - Mauricio Pérez
- Benjamín Rivero - Braulio
- Elizabeth Valdéz - Beatriz Noriega
- Hugo Aceves - Luis Miguel Sánchez "El Ojos Verdes"
- Teo Tapia - Enrique Arismendi
- Mariana Huerdo - Xóchitl
- Pietro Vanucci - Alexander Vadin
- Roberto Tello - Rodolfo de la Colina
- Lola Merino - Juana María
- José Luis Cordero "Pocholo" - Mario
- Rudy Casanova - Don Fidel
- Luis Felipe Montoya - "El Charal"
- Mundo Siller - "El Jagger"
- Marco Uriel - Baldomero Lagos
- Alfredo Alfonso - Julio César Palma
- Sergio Acosta - Cornelio Mendoza
- Diana Golden - Paola Díaz
- Javier Herranz - Leopoldo García
- Diana Villa - Gardenia
- Ivonne Ley - Jacinta
- Xorge Noble - Filemón
- Carlos Miguel - Gregorio "Goyo"
- Esteban Franco - Artemio "El Lagarto"
- Yolanda Ciani - Martha de Colmenares
- Manuel Landeta - Ernesto
- Edith Kleiman - Dolores
- Archie Lanfranco - Servando Uriostegui
- Dobrina Cristeva - Sofía
- Silvia Valdéz - Abril
- Emma Escalante - Karina
- Eduardo de Guise - Octavio
- David Rencoret - Vecino de Angélica
- Bárbara Gómez - Zulema
- Marco Muñoz - Esteban
- Felipe Nájera - Guillermo
- José Ángel García - Sacerdote
- Ricardo Barona - Sergio "El Perico" Portillo
- Alberto Estrella - Asesino de Ricardo

## Wersja polska
W Polsce telenowela była emitowana od 24 października 2011  na kanale Zone Romantica o godzinie 19.00. Opracowaniem wersji polskiej zajęło się Studio Company. Autorką tekstu była Anna Kowalczyk-Nowak. Lektorem serialu był Łukasz Jakubowski.